# Gamhariya Parwaha
Gamhariya Parwaha (en népalais : अर्नाहा) est un comité de développement villageois du Népal situé dans le district de Saptari. Au recensement de 2011, il comptait 6 145 habitants.